# 孙勇征
孙勇征（1981年—），上海人，象棋棋手。1995年，孙勇征取得了全国个人赛的第十一名，获得象棋大师的称号；2011年，孙勇征在全国象棋个人锦标赛上获得第一名，晋升为特级大师。2025年1月12日，因涉嫌买卖棋，孙勇征被处以禁赛4年3个月的处罚，并撤销特级大师的称号。